# Lucia Mureșan

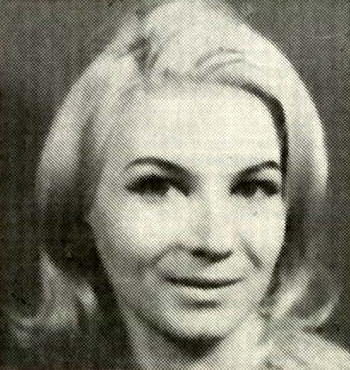
Lucia Mureșan

Lucia Mureșan (* 31. Januar 1938 in Cluj; † 11. Juli 2010 ebenda) war eine rumänische Schauspielerin.

## Leben
Lucia Mureșan, Tochter eines Rechtsanwaltes und einer Kunstlehrerin, absolvierte in Bukarest eine Schauspielausbildung an der Nationaluniversität der Theater- und Filmkunst „Ion Luca Caragiale“ bei Irina Răchițeanu-Șirianu. Sie debütierte als Schauspielerin am neugegründeten Theater von Piatra Neamț. 1958 erhielt sie ein Engagement am Nationaltheater Cluj (Teatrul Național din Cluj), wo sie unter anderem die Rolle der Domnica Radu in Secunda '58 von Dorel Dorian, die Ophelia in Hamlet und die Titelrolle in Undine spielte. Ein Jahr später wurde sie von dem Schriftsteller und dem damaligen Theaterdirektor Horia Lovinescu, der zu dieser Zeit ein Ensemble junger rumänischer Theaterschauspieler zusammenstellte, an das Teatrul „Constantin Nottara“ in Bukarest engagiert.
Mureșan spielte im Laufe ihrer Bühnenlaufbahn über 100 Theaterrollen, unter anderem die Polyxena und später die Hekuba von Euripides, die Desdemona in Othello, die Sonja in Onkel Wanja, die Anna in Nachtasyl, die Ranjewskaja in Der Kirschgarten, die Angustias in Bernarda Albas Haus und die Julia in Empfindliches Gleichgewicht von Edward Albee. Außerdem spielte sie in zahlreichen Theaterstücken rumänischer Autoren wie Lucian Blaga, Horia Lovinescu und Garabet Ibrăileanu.
Ab 1958 arbeitete Mureșan auch für das Rumänische Fernsehen. Bekanntheit erlangte sie insbesondere mit ihrer „tiefen und samtigen Stimme“ als Sprecherin zahlreicher Dokumentarfilme und Fernsehdokumentationen der Fernsehreihe Teleenciclopedia,  einer Wissenschafts-, Kunst- und Kultursendung. Außerdem wirkte sie in zahlreichen Theaterproduktionen des Rumänischen Rundfunks mit (Teatrul Național Radiofonic). Mureșan spielte auch in einigen Kino- und Fernsehfilmen, wo sie zumeist in prägnanten Nebenrollen besetzt wurde. Sie spielte unter anderem in dem Drama Divorț... din dragoste von Andrei Blaier, in dem Drama Tot unter Lebenden von Raoul Ruiz, in dem Politthriller Raport despre starea națiunii, von Ioan Cărmăzan sowie in den Fernsehfilmen Natures mortes und Bis dass der Tod uns scheidet. In dem Kurzfilm Still Center von Carina Tautu spielte sie 2005 die Rolle einer Ärztin.
Mureșan, die mit ihrer Doktorarbeit Rolul cuvântului în realizarea imaginii scenice – orice glas ascultă glas zum Doktor der Philosophie promovierte, arbeitete ab 1963 auch als Schauspiellehrerin und als Universitätsdozentin am Institutul de Artă Teatrală și Cinematografică. Ab 1992 unterrichtete sie an der Universitatea Hyperion in Bukarest in den Fächern Schauspiel (Arta actorului), szenische Darstellung (Vorbire scenică) und Rollenanalyse (Analiza procesului scenic). Von 1996 bis 2002 unterrichtete sie an der Universitatea Ecologică in Bukarest; im Jahre 1997 war sie dort Dekanin der Kunstabteilung (Facultății de Arte). 2002 wurde sie Professorin und Dekanin an der Theaterabteilung (Facultății de Teatru) der Universität Spiru Haret (Universitatea Spiru Haret). Anfang Juni 2010 zog sich Mureșan von ihren Ämtern zurück und kehrte in ihre Heimatstadt Cluj zurück.
2002 wurde sie zur Ehrenbürgerin von Sebeș ernannt. Mureșan war ab 1960 mit dem rumänischen Kinderbuchautor und Fotografen Ion Miclea (1931–2000), einem der bekanntesten und mehrfach, unter anderem zweimal mit dem World Press Photo Award, ausgezeichneten Fotografen Rumäniens, verheiratet.

## Auszeichnungen
- 2002: Ehrenbürgerin von Sebeș

## Filmografie
- 1967: Gioconda fara surîs
- 1979: Intoarcerea lui Voda Lapusneanu
- 1982: Linistea din adîncuri
- 1982: Ausweis für Bukarest (Buletin de Bucuresti)
- 1987: A Doua varianta
- 1988: Drumet în calea lupilor
- 1991: Divorț... din dragoste
- 2000: Natures mortes
- 2003: Bis dass der Tod uns scheidet (Corps et âmes)
- 2003: Tot unter Lebenden (Une place parmi les vivants)
- 2004: Raport despre starea natiunii
- 2005: Still Center (Kurzfilm)